# Odprto prvenstvo Avstralije 2018
Odprto prvenstvo Avstralije 2018 je sto šesti teniški turnir za Grand Slam, ki je potekal med 15. in 28. januarjem 2018 v Melbournu.

## Rezultati

### Moški posamično
- Roger Federer :  Marin Čilić, 6–2, 6–7(5–7), 6–3, 3–6, 6–1

### Ženske posamično
- Caroline Wozniacki :  Simona Halep, 7–6(7–2), 3–6, 6–4

### Moške dvojice
- Oliver Marach /  Mate Pavić :  Juan Sebastián Cabal /  Robert Farah, 6–4, 6–4

### Ženske dvojice
- Tímea Babos /  Kristina Mladenovic :  Jekaterina Makarova /  Jelena Vesnina, 6–4, 6–3

### Mešane dvojice
- Gabriela Dabrowski /  Mate Pavić :  Tímea Babos /  Rohan Bopanna, 2–6, 6–4, [11–9]